# Avrainvillea lacerata
Espèce
Avrainvillea lacerata est une espèce d'algue verte de la famille des Udoteaceae.